# Mission San Juan Capistrano (Texas)
Pour les articles homonymes, voir San Juan Capistrano.
La Mission San Juan Capistrano est une mission fondée en 1731 par des Franciscains espagnols sur la rive orientale de la San Antonio River, dans l'actuel comté de Bexar (Texas). Elle fut baptisée en l'honneur d'un religieux italien du XVe siècle qui vivait dans les Abruzzes.
Les frères ont d'abord bâti une chapelle dotée d'un campanile où furent installées deux cloches. Cette partie fut transformée au milieu du XVIIIe siècle. En 1756, elle comptait déjà quelque 265 personnes. Des travaux nécessaires à l'irrigation furent menés et la mission organisa les productions agricoles. En 1762, elle comptait déjà 1000 bovins, 3500 ovins et caprins, 100 chevaux. Elle subit de nombreuses attaques des Amérindiens. Elle fut administrée par le Collège de Santa Cruz de Querétaro jusqu'en 1773, puis par le Collège de Nuestra Señora de Guadalupe de Zacatecas. Elle fut sécularisée en 1794 et fait partie aujourd'hui des monuments historiques de San Antonio. Elle est sous l'administration du San Antonio Missions National Historical Park depuis les années 1980.